# Vilarinho dos Galegos
Vilarinho dos Galegos ist ein Ort und eine ehemalige Gemeinde (Freguesia) im portugiesischen Kreis Mogadouro. Die Gemeinde hatte 190 Einwohner (Stand 30. Juni 2011).
Am 29. September 2013 wurden die Gemeinden Vilarinho dos Galegos und Ventozelo zur neuen Gemeinde União das Freguesias de Vilarinho dos Galegos e Ventozelo zusammengeschlossen. Vilarinho dos Galegos ist Sitz dieser neu gebildeten Gemeinde.